# Leopoldo II di Toscana
Leopoldo II Giovanni Giuseppe Francesco Ferdinando Carlo d'Asburgo-Lorena (Firenze, 3 ottobre 1797 – Roma, 28 gennaio 1870) è stato il penultimo granduca di Toscana e l'ultimo granduca regnante de facto.

## Biografia

### Infanzia ed esilio
Figlio secondogenito del granduca Ferdinando III di Toscana e di Luisa Maria Amalia di Borbone-Due Sicilie, Leopoldo visse la sua prima giovinezza nei territori del Sacro Romano Impero, dove il padre si era rifugiato dopo l'invasione napoleonica. Divenne principe ereditario "in pectore" del Granducato di Toscana nel 1800, alla morte del fratello maggiore Francesco Leopoldo. Seguì il genitore in esilio dapprima a Vienna e poi, nel 1803, a Salisburgo, dove Ferdinando ottenne come compensazione per i territori perduti l'area dell'ex arcivescovato. Leopoldo nel marzo del 1805 venne costretto ad abbandonare anche questa città per l'incalzare della nuova guerra tra Austria e Francia rivoluzionaria e per questo si trasferì a Würzburg, dove la famiglia si stabilì in quello che era l'antico palazzo vescovile. Durante questi tormentati anni, Leopoldo riuscì a studiare molto con tutori tedeschi e italiani, mostrando una particolare predilezione per le materie letterarie.

### Restaurazione

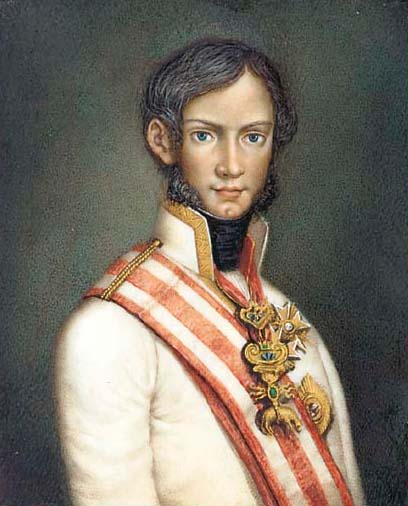
Il Granduca di Toscana ritratto in giovane età

Rientrò a Firenze il 15 settembre 1814, dopo la prima abdicazione di Napoleone, bene accolto dai sudditi anche per la politica del padre, che non effettuò epurazioni o vendette verso coloro che avevano collaborato col governo francese. Il giovane erede al trono si fece amare dai toscani anche per il carattere mite e il comportamento informale, tanto che fu simpaticamente soprannominato "Broncio" a causa del labbro inferiore leggermente sporgente che gli dava una perenne aria triste (mentre in realtà al giovane principe non difettava la spiritosaggine) e "Canapone" per il colore sbiadito dei suoi capelli biondi.
Intanto, completò gli studi già avviati all'estero, seguendo lezioni di giurisprudenza, arte e letteratura, e occupandosi persino di agricoltura, per la quale dimostrerà sempre una grande attenzione. Si pose come obiettivo personale la raccolta, lo studio e la riordinazione di tutti gli scritti di Galileo Galilei e pubblicò un'edizione delle poesie di Lorenzo de' Medici da lui personalmente curata, fatto che gli valse la nomina a membro dell'Accademia della Crusca.
Il 28 ottobre 1817 Leopoldo sposò Maria Anna Carolina di Sassonia, alla quale fu particolarmente legato e dalla quale ebbe tre figlie. Con la moglie, a partire dal 1819, intraprese un lungo viaggio in Europa, toccando tappe come Monaco di Baviera, Dresda, Praga, Vienna e Venezia. Il suo primo contatto con gli affari di Stato avvenne nell'ottobre del 1822, quando venne chiamato a Verona a prendere parte col padre ai lavori per il Congresso della Santa Alleanza.

### Granduca di Toscana

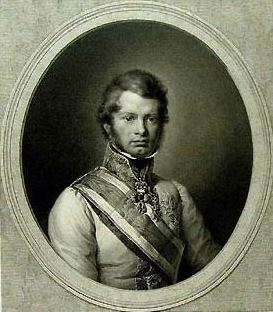
Leopoldo II di Toscana

Alla morte del padre, avvenuta il 18 giugno 1824, Leopoldo II assunse il potere e subito dimostrò di voler essere un sovrano indipendente, appoggiato in questo dal ministro Vittorio Fossombroni, che seppe sventare una manovra dell'ambasciatore austriaco conte di Bombelles per influenzare l'inesperto granduca. Questi non solo confermò i ministri che aveva nominato il padre, ma diede subito prova della sua sincera voglia di impegnarsi con una riduzione della tassa sulla carne e un piano di opere pubbliche che prevedeva la continuazione della bonifica della Maremma (tanto da essere ricordato dai grossetani con un monumento scultoreo collocato in Piazza Dante), l'ampliamento del porto di Livorno (diga Leopolda, conosciuta come Molo Nuovo), la costruzione di nuove strade, un primo sviluppo delle attività turistiche (allora chiamate "industria del forestiero") e lo sfruttamento delle miniere del granducato. Il 1º novembre 1825 il granduca emanò una riforma amministrativa del territorio con la quale sostituiva le province leopoldine con i nuovi compartimenti. In particolare, la provincia fiorentina venne divisa per creare i compartimenti di Firenze e di Arezzo.
Dal punto di vista politico, il governo di Leopoldo II fu in quegli anni il più mite e tollerante negli Stati italiani: la censura, affidata al dotto e mite padre Mauro Bernardini da Cutigliano, non ebbe molte occasioni di operare e molti esponenti della cultura italiana del tempo, perseguitati o che non trovavano l'ambiente ideale in patria, poterono trovare asilo in Toscana, come accadde a Giacomo Leopardi, Alessandro Manzoni, Guglielmo Pepe, Niccolò Tommaseo. Alcuni scrittori e intellettuali toscani come Francesco Domenico Guerrazzi, Giovan Pietro Vieusseux e Giuseppe Giusti, che in altri Stati italiani avrebbero sicuramente passato dei guai, poterono operare in tranquillità. È rimasta celebre la risposta del granduca all'ambasciatore austriaco che si lamentava che «in Toscana la censura non fa il suo dovere», al quale ribatté con stizza «ma il suo dovere è quello di non farlo!». Unico neo in tanta tolleranza e mitezza fu la soppressione della rivista L'Antologia di Giovan Pietro Vieusseux, avvenuta nel 1833 per le pressioni austriache e comunque senza ulteriori esiti civili o penali per il fondatore.
Il mite governo granducale fece sì che in Toscana non vi fossero in quegli anni moti o sedizioni e le attività cospirative erano limitate solo alla città di Livorno e di minima importanza: gli unici atti repressivi furono, nel 1830, la soppressione del giornale L'Indicatore Livornese e la condanna del Guerrazzi a sei mesi di confino a Montepulciano per aver pronunciato un'orazione in memoria di Cosimo Del Fante. La tranquillità del Granducato era sottolineata anche da intellettuali come Niccolò Tommaseo e Giuseppe Giusti, che dedicò una simpatica satira al granduca (Il re travicello) che fece in un primo tempo infuriare il destinatario, ma che poi fu presa simpaticamente dallo stesso interessato.
I moti del 1831, che sconvolsero i due ducati emiliani e le legazioni dello Stato Pontificio, non ebbero seguito in Toscana, nonostante qualche patriota cercasse di suscitarne: l'unica misura di ordine pubblico presa fu quella di presidiare meglio la frontiera settentrionale per evitare sconfinamenti di sobillatori.

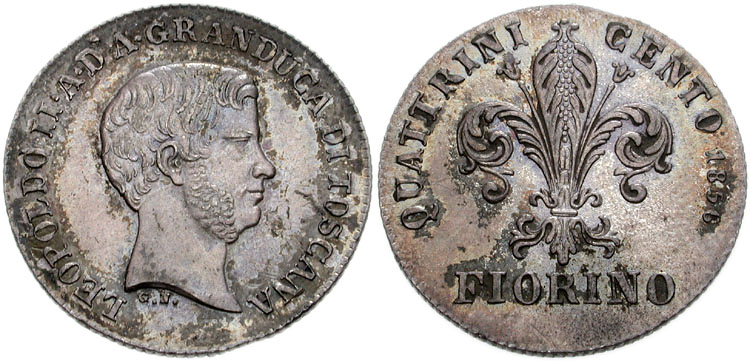
Fiorino di Leopoldo II di Toscana

Nel 1832 moriva la granduchessa Maria Anna Carolina, lasciando nello sconforto il granduca, che, per assicurare la successione, si risposò l'anno successivo con la principessa Maria Antonia di Borbone-Due Sicilie, nozze da cui nel 1835 nacque Ferdinando, il sospirato erede al trono.
Nel 1839 e nel 1841 Leopoldo II diede il permesso per fare svolgere i "Congressi degli scienziati italiani" a Pisa e a Firenze, nonostante le minacce del governo austriaco e le proteste di quello pontificio, perché ritenuti fonti di pensieri sovversivi e anticattolici; nel frattempo, il governo granducale pianificava un forte sviluppo della rete ferroviaria, che negli anni successivi avrebbe visto la nascita della Ferrovia Leopolda (Firenze-Pisa-Livorno, con la diramazione da Empoli a Siena) e della Ferrovia Maria Antonia (Firenze-Prato-Pistoia-Lucca), mentre rimasero a livello progettuale la Ferrovia Ferdinanda (Firenze-Arezzo) e la Ferrovia Maremmana (Livorno-confine del Chiarone, terminata dopo il 1860).

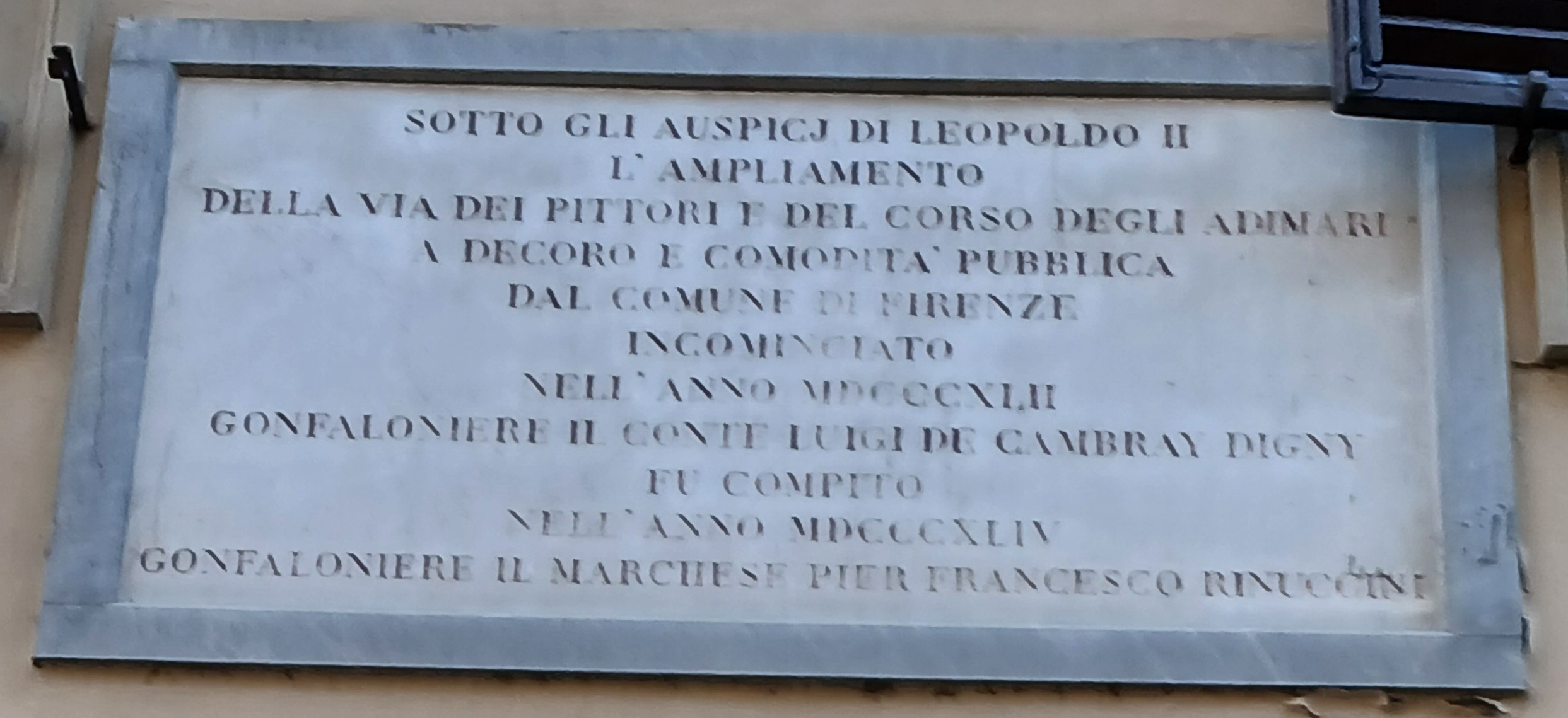
Targa in via dei Calzaiuoli a Firenze

Decise anche l'ampliamento di due vie del centro, lavori effettuati tra il 1842 e il 1844, come testimoniato da una targa in via dei Calzaiuoli.
Particolarmente ammirevole e destinato a rimanere nel cuore dei fiorentini (almeno fino al 1849) fu il comportamento del granduca in occasione dell'alluvione del 3 novembre 1844, quando il sovrano non fece mancare la sua presenza al momento dei soccorsi, aprendo le porte di Palazzo Pitti agli sfollati, impegnandosi personalmente nei soccorsi su una barca e recandosi in visita anche nelle zone più periferiche colpite dal disastro.

### Annessione di Lucca
Nel 1847 il granduca di Toscana dovette affrontare una grave crisi con i sovrani dei due ducati emiliani: in quell'anno entrarono in vigore alcune clausole del Congresso di Vienna del 1815 e del trattato di Firenze del 1844, che assicuravano sì al granducato lorenese l'annessione di quasi tutto l'ex Ducato di Lucca, ma allo stesso tempo stabilivano che alcune vecchie exclave toscane e lucchesi in Lunigiana, Garfagnana e sul litorale apuano, passassero sotto i Borbone di Parma e gli Asburgo-Este di Modena. Se a Lucca fu facile sedare il malcontento dei cittadini con una visita del bonario granduca, lo stesso non accadde nei comuni destinati alla cessione. In Toscana si arrivò a chiedere la guerra ai due Stati vicini, cosa impensabile per il mite Leopoldo, che cercò di evitare la cessione, offrendo forti somme di denaro ai due duchi. L'offerta fu respinta e le cessioni furono effettuate per le pressioni austriache, dato che il governo di Vienna non poteva permettersi focolai di disordini in tempi che già si preannunciavano calamitosi. Il 9 marzo 1848 il granduca emanò una riforma dell'assetto territoriale, poi completata da un regolamento attuativo del 20 novembre 1849, che portava alla creazione dei nuovi compartimenti di Lucca e di Pistoia (quest'ultimo poi abolito nel 1851) e allo scorporo dal compartimento di Pisa delle amministrazioni di Livorno e dell'Isola d'Elba.

### 1848

#### Prodromi

1848 - bandiera del Granducato di Toscana dall'aprile 1848 fino all'invasione del generale d'Aspre (maggio 1849). Il tricolore reca lo stemma degli Asburgo-Lorena

In quel 1847, nell'ambito del processo di riforma suscitato in Italia dall'elezione di Papa Pio IX, Leopoldo II si distinse per l'impegno riformatore: il 6 maggio veniva concessa la libertà di stampa; il 4 settembre veniva creata una Guardia Civica; l'11 ottobre, in sede di reversione del ducato di Lucca, veniva abolita, nel ducato stesso, la pena di morte, disposizione prontamente estesa a tutto il territorio granducale con sentenza della corte di cassazione fiorentina in data 25 febbraio 1848.
Nello stesso periodo il Granducato di Toscana, lo Stato Pontificio e il Regno di Sardegna firmavano i preliminari della Lega doganale, da tutti salutata come premessa di future maggiori integrazioni. Il 17 febbraio 1848, pochi giorni prima di Carlo Alberto di Sardegna, Leopoldo II concedeva la Costituzione, che si distingueva dalle altre per il concedere pieni diritti ai cittadini di tutte le religioni.

#### Avvenimenti politici e militari del 1848

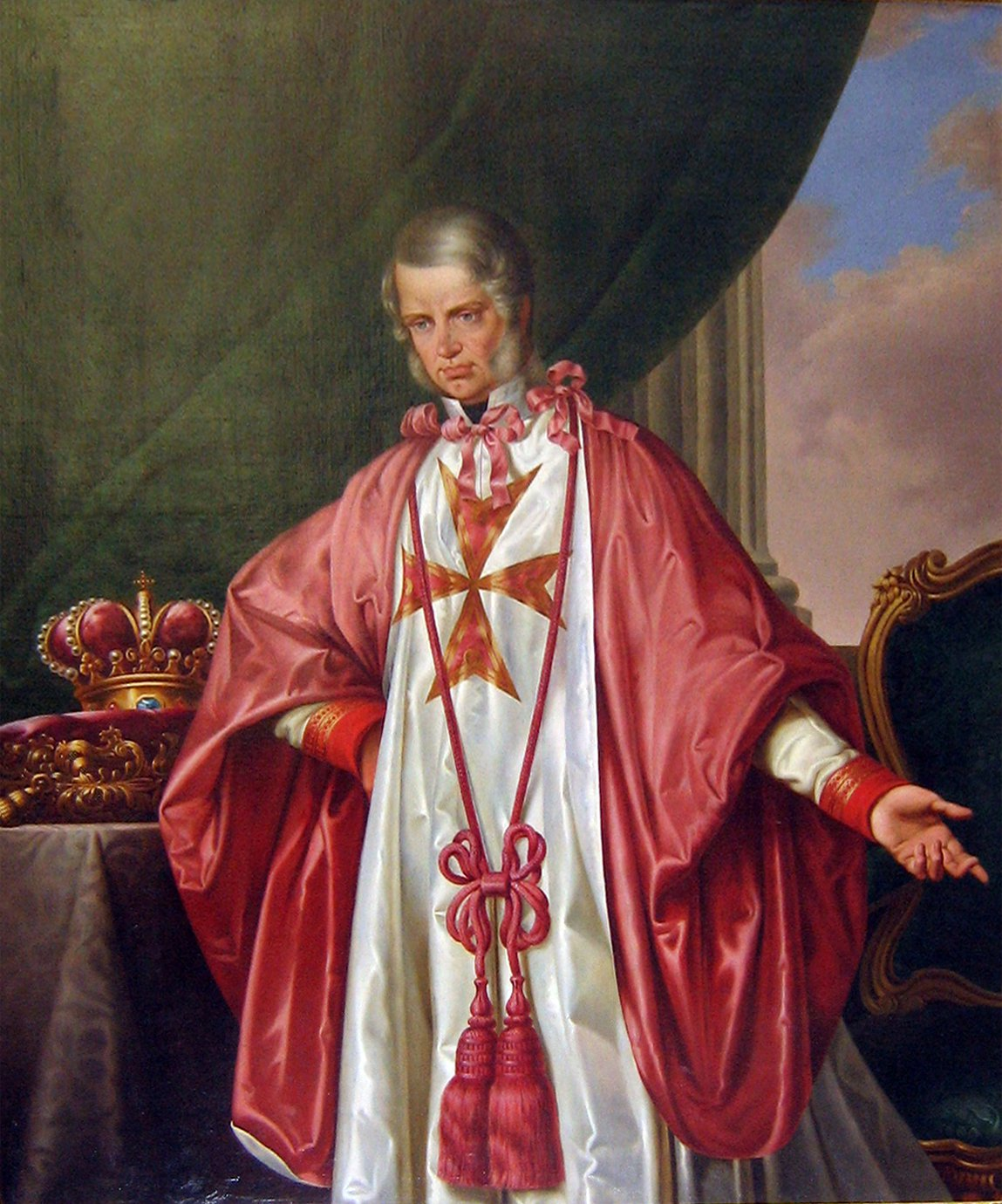
Giuseppe Bezzuoli, Leopoldo II di Toscana con le insegne dell'ordine di Santo Stefano, 1840 ca.

Il 18 marzo nasceva il primo governo costituzionale toscano, presieduto da Francesco Cempini. Pochi giorni dopo, mentre i due duchi emiliani erano costretti alla fuga dalle insurrezioni, Leopoldo II riannetteva alla Toscana i comuni ceduti in Lunigiana, l'Alta Garfagnana estense e l'ex ducato di Massa e Carrara, le cui popolazioni avevano chiesto di essere toscane, secondo il principio che ogni popolo era libero di decidere la propria sorte.

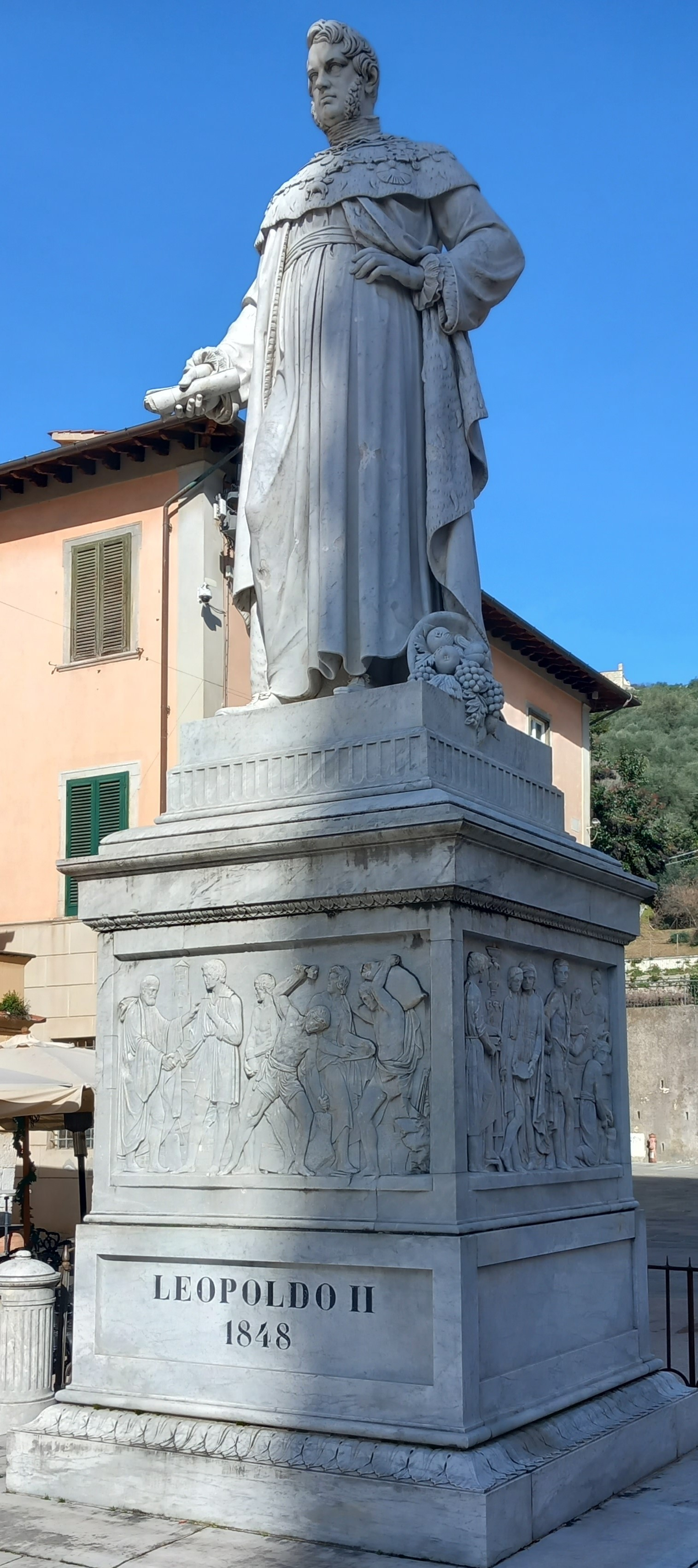
Statua di Leopoldo II a Pietrasanta

Il 21 marzo il Granduca suscitava l'entusiasmo popolare decidendo di inviare le poche truppe regolari toscane, affiancate da volontari, a combattere in alta Italia a fianco dell'esercito sardo contro gli austriaci. Mentre il piccolo esercito granducale si dirigeva verso Pietrasanta e San Marcello Pistoiese, Leopoldo II sostituiva la bandiera lorenese con il tricolore italiano con sovrapposto lo stemma granducale e aderiva personalmente al prestito di guerra.

#### Fuga a Gaeta
L'atteggiamento patriottico del granduca iniziò a cambiare verso la metà dell'anno, quando furono chiari gli atteggiamenti espansionistici del Regno di Sardegna, e nell'agosto, in seguito a violentissimi tumulti avvenuti a Livorno, quando fu costretto a licenziare il governo moderato di Gino Capponi per affidare l'incarico ai democratici Francesco Domenico Guerrazzi e Giuseppe Montanelli, che inaugurò una politica ultrademocratica.
Il 30 gennaio 1849 Leopoldo II abbandonava Firenze per rifugiarsi prima a Siena (e per fingersi malato, ebbe l'idea di ricevere i delegati fiorentini a letto, in camicia da camera e papalina) e poi a Porto Santo Stefano. In questa località accettò e rifiutò più volte l'offerta dell'ambasciatore piemontese Salvatore Pes, marchese di Villamarina di riprendere il potere con l'esercito del Regno di Sardegna, fin quando, convinto dalla sua corte a preferire l'Austria, riparò a Gaeta, sotto la protezione di Ferdinando II delle Due Sicilie.

#### Invasione austriaca
L'esilio durò fino ad aprile, quando, dopo la disfatta di Carlo Alberto a Novara, i moderati toscani rovesciarono il governo Guerrazzi per evitare un'invasione austriaca e richiamarono il granduca, sperando che avrebbe mantenuto le riforme.
La speranza fu vana: il tenente-feldmaresciallo Costantino d'Aspre scese da Parma con 18 000 uomini, prese e saccheggiò Livorno e poi occupò Firenze.
Alcuni mesi più tardi, Leopoldo II sbarcò a Viareggio, ma ebbe la pessima idea di venire scortato da truppe austriache e in divisa da generale asburgico: era la fine della naturale e sentita simpatia che i toscani avevano avuto per il mite sovrano.

### Decennio 1850-1860
Gli atti dei successivi anni di governo fecero allontanare sempre di più anche i sudditi più leali: la soppressione dello Statuto, definitivamente abolito nel 1852 e della Guardia Civica; l'occupazione austriaca e la formazione di un costoso esercito toscano; la repressione sanguinosa dell'insurrezione della città di Livorno contro gli occupanti austriaci; il ripristino della pena di morte per alcuni reati, dopoché lo stesso Leopoldo, in sede di annessione del ducato di Lucca nel 1847, l'aveva di nuovo abolita sulle orme del nonno Pietro Leopoldo in conformità con le radicate aspirazioni dell'opinione pubblica toscana. Secondo il giurista abolizionista, Pasquale Stanislao Mancini, peraltro, l'unico tentativo effettivo di eseguire una condanna a morte si risolse in uno scacco: «tale fu l'orrore che ne concepì tutto il popolo toscano, tali furono le difficoltà e gl'impacci, non potendosi trovare nè un esecutore, nè persone di autorità e di senno cui non sembrasse un'ingiuria che il suolo della gentile Toscana venisse nuovamente polluto di sangue umano sparso per mano del carnefice, che il Granduca si trovò nella necessità di fare la grazia al condannato, benchè colpevole di enormissimo delitto.»

### Fine della dinastia

#### Avvenimenti politico-militari del 1859
Nell'aprile 1859, nell'imminenza della guerra franco-piemontese contro l'Austria, Leopoldo II proclamò la neutralità, ma ormai il governo granducale aveva i giorni contati: centro operativo dell'imminente colpo di Stato che sarebbe avvenuto il 27 aprile era l'ambasciata del Piemonte a Firenze. Cavour aveva inviato nei giorni precedenti circa ottanta carabinieri piemontesi travestiti da civili che, ad un segnale prestabilito, e divisi in vari gruppetti sparsi in varie zone della città, avrebbero dovuto cominciare ad urlare contro il Granduca e in favore della guerra all'Austria. Inoltre, erano state preparate varie bandiere tricolori pronte ad essere esposte ai balconi di vari edifici ad un segnale prestabilito (senza fonte).

#### Esilio

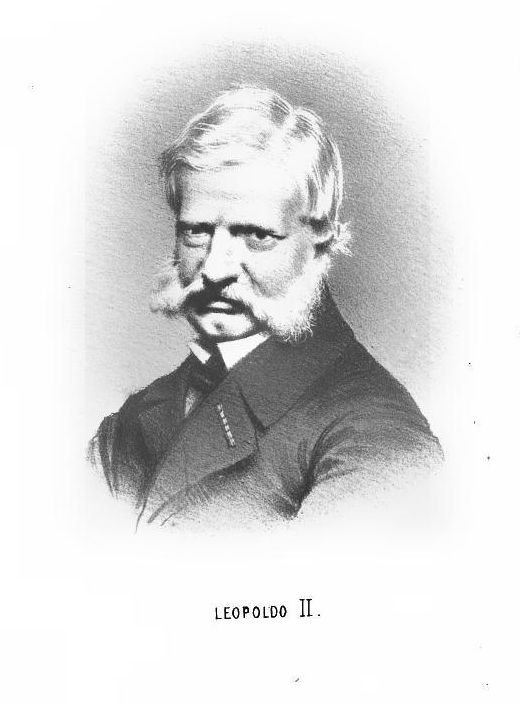
Ritratto fotografico del granduca Leopoldo negli anni della vecchiaia, tratto da L'ultimo granduca di Enrico Montazio, pubblicato a Firenze nel 1870

Il 27 aprile 1859, verso le quattro, rifiutandosi di dare il proprio assenso alla guerra contro l'Austria e di fronte all'aperto rifiuto dell'esercito di obbedire al proprio sovrano, Leopoldo II, per evitare guai peggiori a se stesso e al suo Stato, partì in carrozza da Palazzo Pitti, uscendo per la porta di Boboli, verso la strada di Bologna.
La pacifica rassegnazione al corso della storia (il Granduca non pensò mai a una soluzione di forza) e le modalità del commiato, con pochi effetti personali caricati in poche carrozze e con attestazioni di simpatia al personale di corte, fecero sì che Leopoldo riacquistasse l'antica stima da parte dei suoi ormai ex sudditi: la famiglia granducale fu salutata dai fiorentini, levantisi il cappello al passaggio, con il grido "Addio, babbo Leopoldo!" e accompagnata con tutti i riguardi da una scorta fino alle Filigare, ormai ex dogana con lo Stato Pontificio. Alle sei pomeridiane di quello stesso giorno, il Municipio di Firenze constatò l'assenza di qualsivoglia disposizione lasciata dal sovrano e nominò un governo provvisorio.

#### Ultimi anni e morte
Rifugiatosi presso la corte viennese, l'ex granduca abdicò ufficialmente solo il successivo 21 luglio; da allora visse in Boemia, recandosi a Roma nel 1869, dove morì il 28 gennaio 1870, in via delle Tre Cannelle. Sepolto inizialmente nella chiesa dei Sant'Apostoli, nel 1914 la sua salma fu poi trasportata a Vienna per essere tumulata nel mausoleo degli Asburgo, la Cripta dei Cappuccini.

## Matrimoni e figli

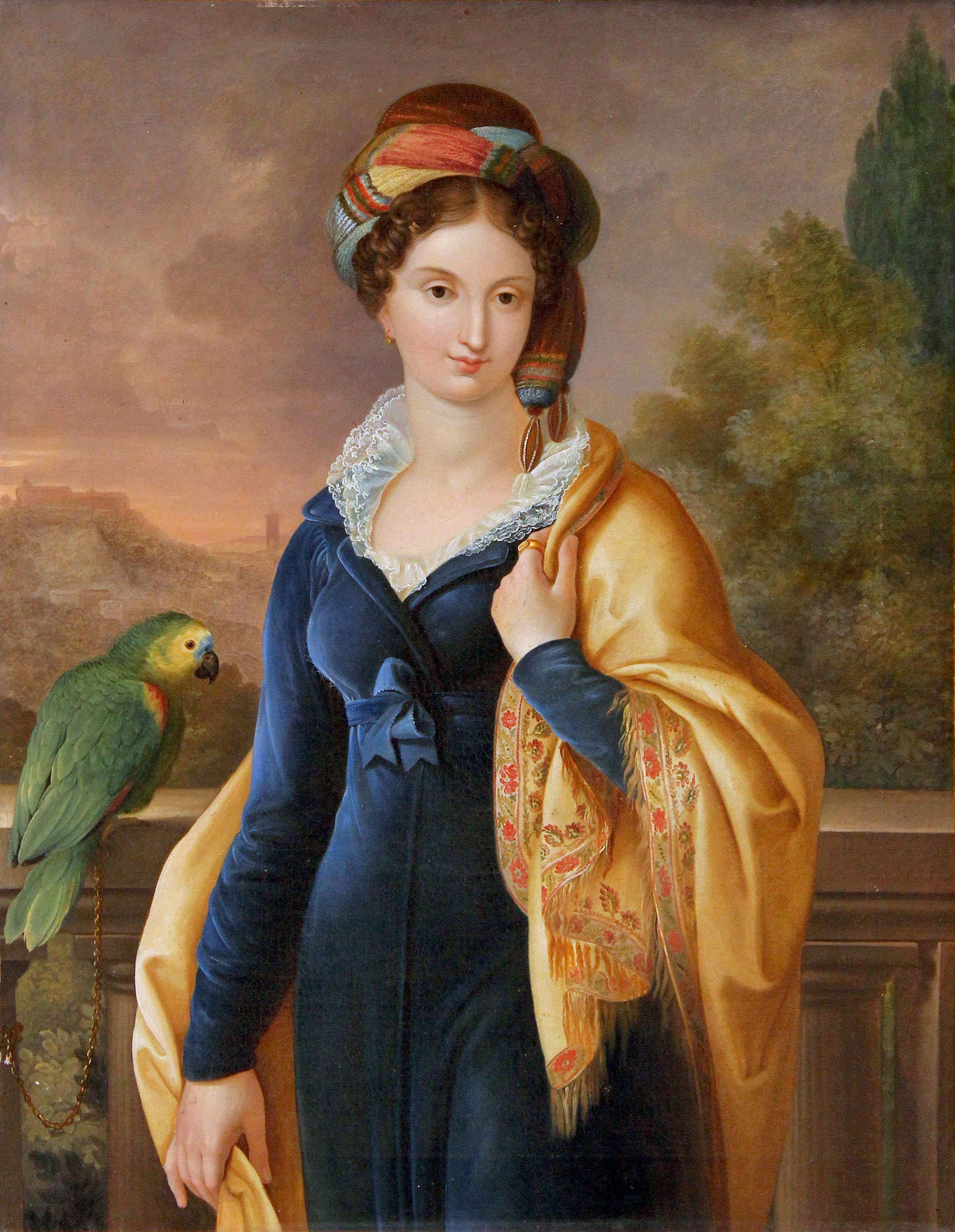
Maria Anna Carolina, la prima moglie. Dipinto di Gaspero Martellini, 1821.

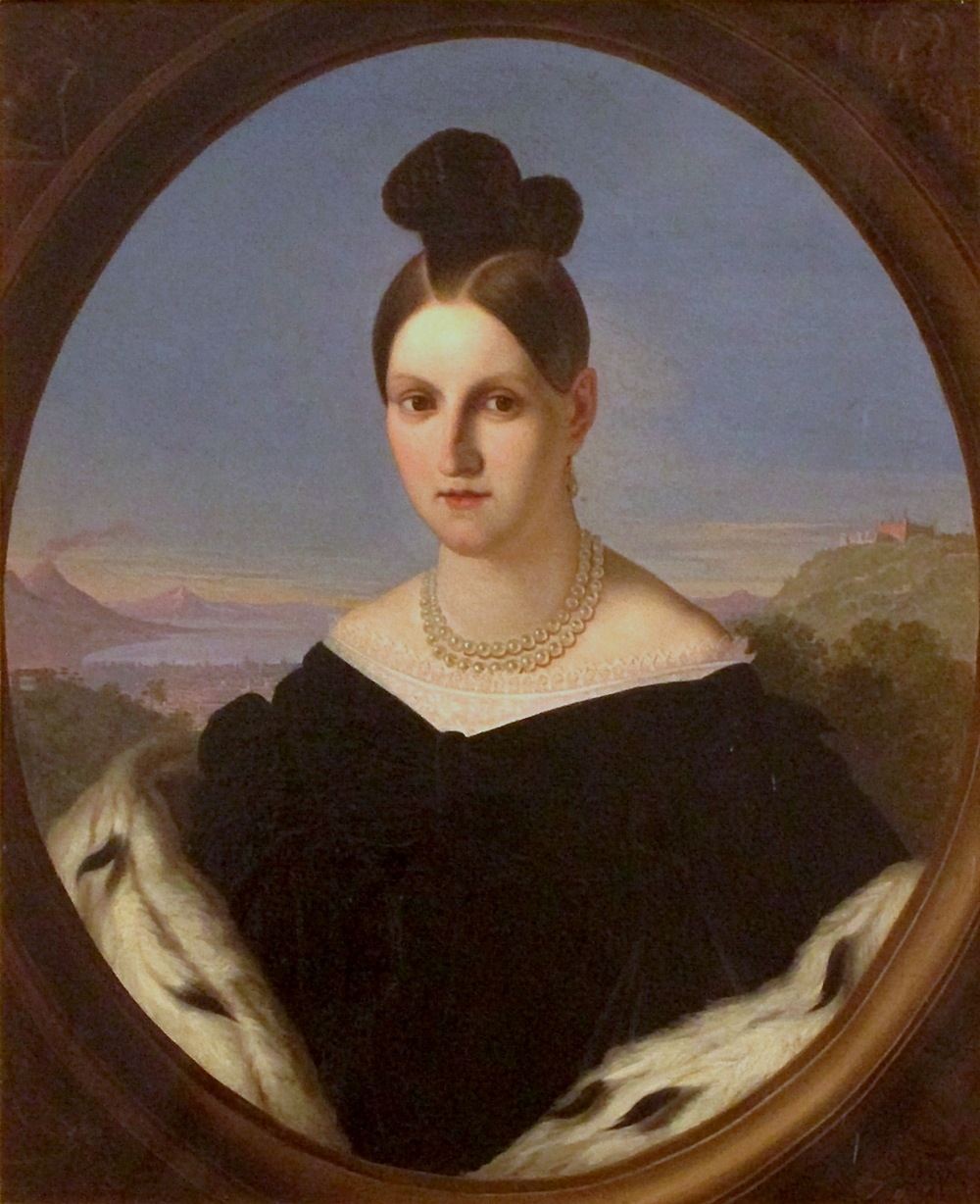
Maria Antonia, la seconda moglie. Dipinto di Giuseppe Bezzuoli, 1847.

Leopoldo sposò in prime nozze, il 28 ottobre 1817, la principessa Maria Anna Carolina di Sassonia figlia di Massimiliano di Sassonia e di Carolina di Borbone-Parma. Ebbero quattro figlie femmine. Maria Anna Carolina morì di tubercolosi il 24 marzo 1832.
- Maria Carolina Augusta Giuseppa Giovanna, nata a Firenze nel 1822 e mortavi nel 1841. Non si sposò mai;
- Augusta Ferdinanda Luigia Maria Giovanna Giuseppa, nata a Firenze il 1 aprile 1825 e morta a Monaco di Baviera nel 1864, sposò il 15 aprile 1844 Luitpold di Baviera (poi reggente del regno bavarese dal 1886 alla morte nel 1912), da cui ebbe quattro figli, tra cui Re Ludovico III di Baviera;
- Maria Massimiliana Tecla Giuseppa Giovanna, nata a Firenze nel 1827 e mortavi nel 1834.
- Maria Giuseppa Amalia Carlotta Giovanna, nata a Firenze nel 1828 e mortavi nel 1836.

Leopoldo si risposò in secondo nozze, il 7 giugno 1833, con Maria Antonia di Borbone-Due Sicilie, figlia di Francesco I delle Due Sicilie e di Maria Isabella di Borbone-Spagna. La coppia ebbe dieci figli. Maria Antonia morì in esilio in Austria nel 1898.
- Maria Isabella Annunziata, Giovanna, Umiltà, Appollonia, Filomena, Virginia, Gabriella, nata a Firenze il 21 maggio 1834 e morta a Lucerna nel 1901, sposò il 10 aprile 1850 lo zio Francesco di Borbone-Due Sicilie, conte di Trapani, fratello del re Ferdinando II di Borbone-Due Sicilie.
- Ferdinando IV di Toscana, Salvatore, Maria, Giuseppe, Giovan battista, Francesco, Luigi Gonzaga, Raffaello, Ranieri, Gennaro, nato a Firenze il 10 giugno 1835 e morto a Salisburgo nel 1908, sposò il 24 novembre 1856 in prime nozze Anna Maria di Sassonia e in seconde nozze Alice di Borbone-Parma. Da lui discende l'attuale pretendente al titolo di granduca di Toscana Sigismondo d'Asburgo-Lorena.
- Maria Teresa, nata a Firenze nel 1836 e morta a Livorno nel 1838.
- Maria Cristina, nata a Pisa nel 1838 e morta a Firenze nel 1849.[6]
- Carlo Salvatore, Maria, Giuseppe, Giovan Battista, Gaicomo, Filippo, Gennaro, Luigi Gonzaga, Ranieri, nato a Firenze il 30 aprile 1839 e morto a Vienna nel 1892, sposò Maria Immacolata di Borbone-Due Sicilie.
- Maria Anna, nata a Firenze nel 1840 e mortavi nel 1841.
- Ranieri, nato a Firenze nel 1842 e mortovi nel 1844.
- Maria Luisa, Annunziata, Anna, Giovanna, Giuseppa,  Antonietta, Filomena, Appollonia, Tommasa, nata a Firenze il 31 ottobre 1845 e morta a Hanau nel 1917, sposò il principe Carlo d'Isenburg-Büdingen.
- Luigi Salvatore, Maria, Giuseppe, Giovan battista, Domenico, Ranieri, Ferdinando, Carlo, Zanobi, Antonio, nato a Firenze il 4 agosto 1847 e morto nel castello di Brandýs (Boemia) nel 1915.
- Giovanni Nepomuceno, Maria Annunziata, Giuseppe, Giovan battista, Ferdinando, Baldassarre, Luigi Gonzaga, Pietro, Alessandrino, Zanobi, Antonino nato a Firenze il 25 novembre 1852 e morto presumibilmente nel 1890 (la sua nave scomparse in mare nei pressi di Capo Horn e il suo corpo non fu mai ritrovato; fu dichiarato morto nel 1911).

## Ascendenza
|                                           |                     |                                        | Genitori                                      |  |  | Nonni |  |  | Bisnonni                    |  |  | Trisnonni          |  |
|                                           |                     |                                        |                                               |  |  |       |  |  | Francesco Stefano di Lorena |  |  | Leopoldo di Lorena |  |
|                                           |                     |                                        |                                               |  |  |       |  |  | Francesco Stefano di Lorena |  |  | Leopoldo di Lorena |  |
|                                           |                     | Elisabetta Carlotta di Borbone-Orléans |                                               |  |  |       |  |  | Francesco Stefano di Lorena |  |  |                    |  |
| Leopoldo II d'Asburgo-Lorena              |                     |                                        |                                               |  |  |       |  |  | Francesco Stefano di Lorena |  |  |                    |  |
|                                           |                     | Maria Teresa d'Asburgo                 | Carlo VI d'Asburgo                            |  |  |       |  |  |                             |  |  |                    |  |
|                                           |                     | Maria Teresa d'Asburgo                 | Carlo VI d'Asburgo                            |  |  |       |  |  |                             |  |  |                    |  |
|                                           |                     | Maria Teresa d'Asburgo                 | Elisabetta Cristina di Brunswick-Wolfenbüttel |  |  |       |  |  |                             |  |  |                    |  |
| Ferdinando III di Toscana                 |                     | Maria Teresa d'Asburgo                 |                                               |  |  |       |  |  |                             |  |  |                    |  |
|                                           |                     | Carlo III di Spagna                    | Filippo V di Spagna                           |  |  |       |  |  |                             |  |  |                    |  |
|                                           |                     | Carlo III di Spagna                    | Filippo V di Spagna                           |  |  |       |  |  |                             |  |  |                    |  |
|                                           |                     | Carlo III di Spagna                    | Elisabetta Farnese                            |  |  |       |  |  |                             |  |  |                    |  |
| Maria Ludovica di Borbone                 |                     | Carlo III di Spagna                    |                                               |  |  |       |  |  |                             |  |  |                    |  |
|                                           |                     | Maria Amalia di Sassonia               | Augusto III di Polonia                        |  |  |       |  |  |                             |  |  |                    |  |
|                                           |                     | Maria Amalia di Sassonia               | Augusto III di Polonia                        |  |  |       |  |  |                             |  |  |                    |  |
|                                           |                     | Maria Amalia di Sassonia               | Maria Giuseppa d'Austria                      |  |  |       |  |  |                             |  |  |                    |  |
| Leopoldo II di Toscana                    |                     | Maria Amalia di Sassonia               |                                               |  |  |       |  |  |                             |  |  |                    |  |
|                                           | Carlo III di Spagna | Filippo V di Spagna                    |                                               |  |  |       |  |  |                             |  |  |                    |  |
|                                           | Carlo III di Spagna | Filippo V di Spagna                    |                                               |  |  |       |  |  |                             |  |  |                    |  |
|                                           | Carlo III di Spagna | Elisabetta Farnese                     |                                               |  |  |       |  |  |                             |  |  |                    |  |
| Ferdinando I delle Due Sicilie            | Carlo III di Spagna |                                        |                                               |  |  |       |  |  |                             |  |  |                    |  |
|                                           |                     | Maria Amalia di Sassonia               | Augusto III di Polonia                        |  |  |       |  |  |                             |  |  |                    |  |
|                                           |                     | Maria Amalia di Sassonia               | Augusto III di Polonia                        |  |  |       |  |  |                             |  |  |                    |  |
|                                           |                     | Maria Amalia di Sassonia               | Maria Giuseppa d'Austria                      |  |  |       |  |  |                             |  |  |                    |  |
| Luisa Maria Amalia di Borbone-Due Sicilie |                     | Maria Amalia di Sassonia               |                                               |  |  |       |  |  |                             |  |  |                    |  |
|                                           |                     | Francesco Stefano di Lorena            | Leopoldo di Lorena                            |  |  |       |  |  |                             |  |  |                    |  |
|                                           |                     | Francesco Stefano di Lorena            | Leopoldo di Lorena                            |  |  |       |  |  |                             |  |  |                    |  |
|                                           |                     | Francesco Stefano di Lorena            | Elisabetta Carlotta di Borbone-Orléans        |  |  |       |  |  |                             |  |  |                    |  |
| Maria Carolina d'Asburgo-Lorena           |                     | Francesco Stefano di Lorena            |                                               |  |  |       |  |  |                             |  |  |                    |  |
|                                           |                     | Maria Teresa d'Asburgo                 | Carlo VI d'Asburgo                            |  |  |       |  |  |                             |  |  |                    |  |
|                                           |                     | Maria Teresa d'Asburgo                 | Carlo VI d'Asburgo                            |  |  |       |  |  |                             |  |  |                    |  |
|                                           |                     | Maria Teresa d'Asburgo                 | Elisabetta Cristina di Brunswick-Wolfenbüttel |  |  |       |  |  |                             |  |  |                    |  |
|                                           |                     | Maria Teresa d'Asburgo                 |                                               |  |  |       |  |  |                             |  |  |                    |  |